# Lia Gotti

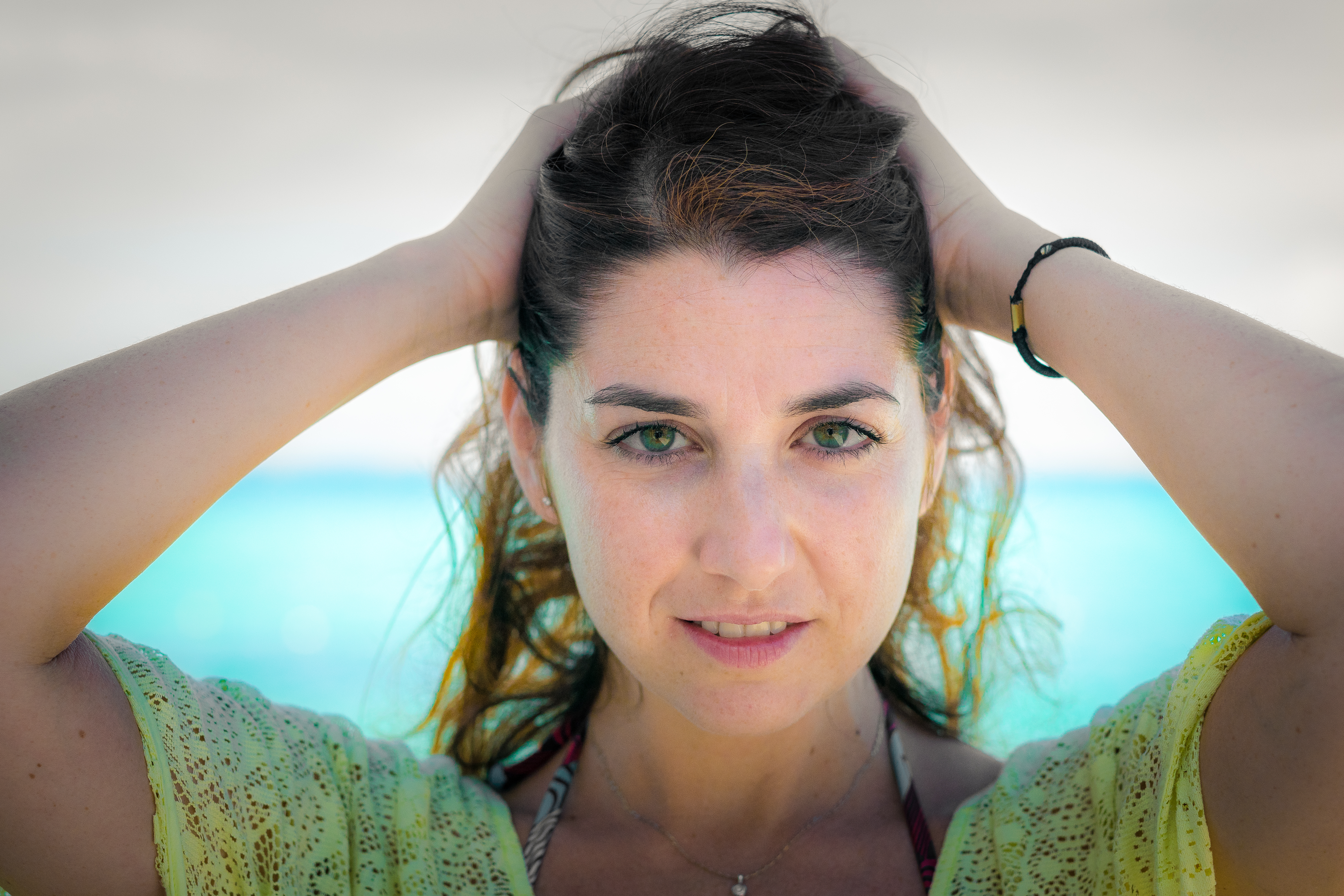
L'attrice italiana Lia Gotti

Lia Gotti (Bergamo, 1979) è un'attrice italiana.

## Biografia
Inizia a recitare a quattordici anni nei gruppi teatrali locali di Bergamo. Si laurea in Lingue e Letterature Straniere e si trasferisce negli Stati Uniti, dove consegue un Master in Fine and Performing Arts presso la Youngstown State University e si perfeziona presso il Lee Strasberg Institute a Los Angeles.
Da allora la sua carriera cinematografica si divide fra l'Italia e gli Stati Uniti.

## Filmografia

### Cinema
- Vallanzasca - Gli angeli del male, regia di Michele Placido (2010)
- Il padre e lo straniero, regia di Ricky Tognazzi (2010)
- La Versione di Barney (2010)
- Mangia Prega Ama (2010)
- The Twilight Saga: New Moon (2010)
- Feisbum (2009)

### Televisione
- Al Di Là Del Lago
- Distretto di polizia
- Provaci ancora prof!
- Il papa buono - Giovanni XXIII